# Utby kyrka, Göteborgs stift

Utby kyrka är en kyrkobyggnad i Nylöse församling i Göteborgs stift. Den ligger i stadsdelen Utby i Göteborgs kommun.

## Historia
Den nuvarande kyrkan är inte den första som har funnits i Utby, utan redan på medeltiden var Utby med byn Kviberg en egen församling, Utby församling, i Örgryte pastorat. I samband med att Nya Lödöse erhöll stadsrättigheter år 1473 omnämndes Utby socken, fast kyrkan lär ha förstörts 1566 av danska trupper under Daniel Rantzau, som då härjade i denna del av Västergötland.

## Kyrkobyggnaden
Kyrkan uppfördes efter arkitekt Arvid Bjerkes ritningar och invigdes på Palmsöndagen 1923. Kyrkan kom till i samband med bebyggandet av villasamhället Utbynäs och var ett resultat av ett omfattande insamlingsarbete. Den är en populär vigselkyrka.
Byggnaden är uppförd av råhuggen ögongnejs som brutits på platsen. Den har ett rektangulärt långhus med sadeltak täckt av enkupigt tegel. Koret i öster är rakt avslutat och entré är belägen i väster. Intill koret i sydost står ett kyrktorn med murad nederdel och överdel av rödmålad stående träpanel. Överst finns en kopparklädd huv som är krönt med en kyrktupp.
Innerväggarna är vitslammade och det välvda trätaket bemålades 1919 av John Sten. Han utförde även väggmålningar och dekorerade triumfbågen. Måleriet påminner om 1600- och 1700-talets kyrkomåleri med himlingar och naiva illustrationer från den bibliska historien. Det invändiga måleriet konserverades 1952 av Broche Blücker. Byggnaden är väl bevarad från byggnadstiden, såväl ut- som invändigt.

## Inventarier
- Klockan som är gjuten vid Bofors bruk 1919 var en gåva till församlingen.
- Altaruppsatsen av snidat trä är samtida med kyrkan och ritades av kyrkans arkitekt. I centrum finns en hög Kristusfigur som på båda sidor omges av apostlarna.
- Nuvarande altarring tillkom 1977.

### Orgel
- Orgelfasaden är samtida med kyrkan och tillverkades av bildhuggaren Frithiof Richter efter ritningar av arkitekt Sigfrid Ericson. Det ursprungliga orgelverket tillverkades av A. Magnusson Orgelbyggeri AB och hade sex stämmor och en manual. Den byggdes om 1955 och 1977. Ett nytt orgelverk, tillverkat av Tostareds Kyrkorgelfabrik, installerades 2003. Det har fjorton stämmor fördelade på två manualer.[1]